# 1972年自由民主党総裁選挙
1972年自由民主党総裁選挙（1972ねんじゆうみんしゅとうそうさいせんきょ）は、1972年（昭和47年）7月5日に行われた日本の自由民主党の党首である総裁の選挙である。
いわゆる角福戦争の引き金ともなった選挙である。1970年代以降の政界を動かすことになる三木武夫、田中角栄、大平正芳、福田赳夫の4人（三角大福）が立候補した。

## 概要
佐藤栄作が首相に就任して以来、党内の各派は佐藤の巧妙な党内操縦に手も足も出ず、「1強、4弱、1風来坊」という言葉が交わされるほどであった（1強は佐藤。4弱は福田赳夫、田中角栄、大平正芳、三木武夫。風来坊は中曽根康弘）。1971年6月17日、日本とアメリカは沖縄返還協定を締結。これにより佐藤内閣の最大の外交案件が解決する。佐藤は後継者を考え始めるが、早くから福田に対し「俺が辞めた後は福田君だ」と言っていた。同年暮れ、佐藤は福田に「いつ、どんなふうに田中君に打ち明けようか」ともらしたという。
1972年に入ると「ポスト佐藤」に向けた動きが活発化する。同年5月9日、田中角栄は、佐藤派102人のうち81人もの議員を引き連れ、派内派を結成した。次期総裁選を睨んだ田中派の旗揚げであった。
5月30日、大平は福田に「自分は総裁選に出馬する。立候補のとりやめはない」と通告。これで福田の不安はいったん解消する。第1回選で大平派が田中に投票しないため、総裁選は第2回の決選投票で決まることが確定した。三木、田中、大平、福田、中曽根ら派閥のそれぞれの領袖が立候補するものとみられた。
6月17日、佐藤首相（総裁）は退陣を表明。その後、佐藤は福田と田中を呼び、「二人とも立候補して争うほかに道はないようだ。ついては総裁選でどちらかが1位になっても2位のものがこれに全面協力するということだけは心得てもらいたい」と告げた。しかし、田中は三木、大平との政権連合に動き始めたことから、佐藤は改めて2人を呼ぶ。「この前、1位のものに協力することを約束したはずじゃないか」と田中をなじるも、田中は聞こうとはせず、両者の協力の話は立ち消えになった。
前評判では福田赳夫優位と見られていたが、6月20日、新聞は「中曽根康弘は不出馬。中曽根派は田中支持を決定」と大きく報道した。週刊新潮は「中曽根が田中支持にまわったのは、田中から7億円で買収されたからだ」と暴露。この件では中曽根は証言者と週刊新潮を名誉毀損で訴え、のちに勝訴している。6月30日、各紙朝刊はいっせいに田中優勢を報じた。投票前日の7月4日夜、佐藤は自ら電話をとって「福田に投票せよ」と党内各方面に檄を飛ばした。
田中と福田は1・2位連合の密約を、田中と大平は2・3位連合の密約を結んでいた。もし第1回投票で福田1位・田中2位・大平3位となった場合、田中派はどちらかの密約を反故にしなければならない状況であった。田中の出陣式には192人の議員が出席していたことから、田中陣営は少なくとも180票はとれると踏んでいた。
7月5日、総裁選のための党臨時大会が日比谷公会堂で開かれる。第1回投票の結果は、田中156票、福田150票。その差わずか6票。「改めて政治の世界の冷酷さを思い知らされたようで、政権の先行きにいい知れぬ不安を覚えた」と田中の秘書の佐藤昭子はのちに述懐している。田中は佐藤に「おいおい、中曽根のところからは半分もきてないよ」と言ったという。
僅差で田中1位・福田2位となったため、田中派は矛盾に陥ることを回避し、逆に福田派は密約を反故として決選に進んだ。三木武夫は日中国交正常化交渉を条件に、決選投票での田中角栄への協力を密約していた。
決選投票の結果は、田中282票、福田190票。田中が新総裁に就任した。
7月7日、田中は内閣総理大臣に就任。これに伴い田中派は「七日会」として正式に派閥を立ち上げた。

## 選挙データ

### 総裁
- 選挙前：佐藤栄作（第5代）
- 選挙後：田中角栄（第6代）

### 投票日
- 1972年（昭和47年）7月5日
第27回臨時党大会で実施。

### 選挙制度
- 立候補制、決選投票制
総裁公選規程に基づく公選

投票方法
秘密投票、単記投票、1票制
選挙権
党所属国会議員、党都道府県支部連合会地方代議員
被選挙権
党所属国会議員
有権者

（不明）
- 党所属衆議院議員：（不明）
- 党所属参議院議員：（不明）
- 地方代議員　　　：047（1）

## 第1回投票の開票結果
| 候補者   | 得票数 |
| -------- | ------ |
| 田中角栄 | 156票  |
| 福田赳夫 | 150票  |
| 大平正芳 | 101票  |
| 三木武夫 | 69票   |
| 無効     | 7票    |

どの候補も1回目の投票で過半数を獲得しなかったので、上位2名による決選投票が行われた。

## 決選投票の開票結果
| 候補者   | 得票数 |
| -------- | ------ |
| 田中角栄 | 282票  |
| 福田赳夫 | 190票  |
| 無効     | 4票    |